# Lobsang Gyatso Sither
Lobsang Gyatso Sither aussi écrit Lobsang Gyatso Sithar (tibétain : བློ་བཟང་རྒྱ་མཚོ་སི་ཐར, Wylie : blo bzang rgya mtsho si thar) né le 22 juin 1982 à Dharamsala en Inde au Tibet est un informaticien et un homme politique tibétain. 

## Biographie
Il a terminé ses études à l'Upper Tibetan Children Village (UTCV) et a obtenu un B. SC. en informatique du Loyola College à Chennai en tant que médaillé d'or. Il a poursuivi ses études en génie logiciel à l'université métropolitaine de Londres au Royaume-Uni. Après son retour à Dharamsala, il travaille avec des chercheurs internationaux sur les problèmes de cybersécurité rencontrés par la communauté tibétaine. Il rejoint le Tibet Action Institute où il est directeur du programme de sécurité numérique. Il est nommé parmi les 32 innovateurs qui construisent un avenir meilleur dans la liste WIRED UK 2021 et fait partie du conseil consultatif de Citizen Clinic, une clinique de cybersécurité d'intérêt public à l'Université de Californie à Berkeley de 2018 à 2020. Pendant plus de 10 ans, il travaille en étroite collaboration avec des Tibétains communiquant avec des Tibétains à l'intérieur du Tibet sur la sécurité numérique, la censure et la surveillance au Tibet et a été interviewé en tant qu'expert et sur ses travaux liés à la liberté sur Internet par des médias tibétains et internationaux. Il est membre de la 17e assemblée du Parlement tibétain en exil où il représente la province d'Ü-Tsang
À l'occasion de la Journée mondiale de la liberté de la presse en 2022, il participe avec Pema Tso, Sherab Woeser, Tenzin Nyinjey et Tenzin Tsundue à une table ronde organisée par le Centre tibétain pour les droits de l'homme et la démocratie à Dharamsala sur le rôle des médias dans l'avancement de la démocratie tibétaine,.